# 喬凡尼·巴提斯塔·皮拉奈奇
喬凡尼·巴提斯塔·皮拉奈奇（義大利語：Giovanni Battista Piranesi，義大利語發音：[dʒoˈvanni batˈtista piraˈneːzi; -eːsi]；1720年10月4日—1778年11月9日）是義大利的畫家、建築師、雕刻家。皮拉内西以他对罗马以及虚构和富有气氛的“监狱”（Carceri d'invenzione）的蚀刻作品闻名。他是弗朗切斯科·皮拉内西、劳拉·皮拉内西和彼得罗·皮拉内西的父亲。

## 經歷
1720年，生於威尼斯共和國莫利亞諾威尼托。1740年，前往羅馬，受教宗支援進行古代遺跡的研究。學習版畫，描繪羅馬古代遺跡、都市景觀的版畫，出版『羅馬景觀圖』等。

## 视图 (Vedute)
尽管贵族的社会结构仍然僵化且压迫性强，但通过大旅行，18世纪的威尼斯复兴为知识和国际交流的中心。启蒙思想激发了欧洲各地（包括巴黎、德累斯顿和伦敦）的理论家和艺术家。新的艺术表现形式随之出现：风景画（veduta）、幻想景观（capriccio）和想象中的风景画（veduta ideata），即地形图、建筑幻想以及古代遗迹的准确描绘，结合虚构的创作，回应了游客增加的需求。
大旅行的中心逐渐发展成为罗马。罗马成为新艺术运动领导者们的聚集地和欧洲的知识之都。除了大旅行的游客、艺术品商人和古董商，罗马还吸引了来自全欧洲的艺术家和建筑师。许多人通过官方机构来到罗马，例如法国学院，另一些人则为了探索赫库兰尼姆和庞贝的新发现而来。咖啡馆是常见的聚会场所，最著名的是于1760年建立的安蒂科咖啡馆（Antico Caffè Greco）。几年后，位于西班牙台阶下的英格利斯咖啡馆（Caffe degli Inglesi）开业，墙上的画作由皮拉内西创作。皮拉内西的版画工作坊和古董博物馆就在附近，他在这些地方与富裕的大旅行游客，特别是英国人，建立了联系。
罗马的遗迹激发了皮拉内西的热情。受威尼斯的经历和对马尔科·里奇（Marco Ricci）以及特别是乔瓦尼·保罗·帕尼尼（Giovanni Paolo Panini）作品的研究影响，他不仅欣赏古代建筑的工程学，还欣赏遗迹的诗意。他不仅能忠实地模仿实际的遗迹，还能凭借自己的创意设计出原建筑师的遗失部分。他出色的蚀刻技巧将不现实存在的花瓶、祭坛和墓碑等元素融入作品，他对比例的处理和对光影的广泛、科学分布完成了整个画面，创造出令人震撼的整体视觉效果。

## 延伸阅读
- Ficacci, L. . Cologne and Rome. 2000.
- Focillon, Henri. . Paris. 1918.
- Hofer, P., 1973. . New York: Dover publications.
- Maclaren, Sarah F. . Milan: Mimesis. 2005.ISBN 88-8483-248-9
- Miller, N. . Munich and Vienna. 1978.
- Tafuri, Manfredo. . Turin: Giulio Einaudi. 1986.
- Tafuri, Manfredo. (1976). Architecture and Utopia. Design and Capitalist Development.  Cambridge, MA/London: MIT Press. tr. Barbara Luigia La Penta.
- Wilton-Ely, J. . London: Thames & Hudson. 1978.
- Wilton-Ely, J. . Vols. 1 & 2. San Francisco: Alan Wofsy Fine Arts publications. 1994.
- Yourcenar, Marguerite. . Henley-on-Thames: Ellis. 1985.
- Zarucchi, Jeanne Morgan (2012). "The Literary Tradition of 'Ruins of Rome' and a New Consideration of Piranesi's Staffage Figures," Journal for Eighteenth-Century Studies, 35:3, pp. 359–80.
- . . New York: Robert Appleton Company. 1913.

## 脚注
1. ↑  . Wikipedia. 2024-08-16 （英语）.
2. ↑  细分. . Gcores机核. 2022-09-18  [2024-09-24]. 原始内容存档于2024-09-24 –2022-09-18 （cn）.

## 外部連結
- Giovanni Battista Piranesi（页面存档备份，存于）
- All images from that 29 volumes complete works edition（页面存档备份，存于） (English interface with Italian and French text; from General Library, University of Tokyo)